# Siggi (magazine)
Siggi. Le magazine de sociologie est un périodique québécois de sociologie publié deux fois par an qui comporte essais, entrevues, chroniques, photoreportages et feuilletons.

## Historique
Fondé en 2020 par Alexandre Legault, Jules Pector-Lallemand et Barbara Thériault, le magazine tire son nom du journaliste et sociologue allemand Siegfried Kracauer. Siggi est le résultat de séminaires et d'ateliers de recherche-création qui ont eu lieu au Québec et en Allemagne. Chacun des numéros, publié deux fois par année, présente des courts essais, des entrevues, des feuilletons, des chroniques et des photoreportages,, et uni des auteurs internationaux (à titre d'exemple, le premier numéro rassemblent des auteurs originaires du Canada, de l'Allemagne, de l'Italie, de la France et de l'Argentine). Le magazine est chapeauté par les Éditions l'Esprit Libre.
Siggi est membre de la Société de développement des périodiques culturels québécois (SODEP) depuis 2021.

## Comité de rédaction et contributeurs
La direction et l'édition du magazine est assurée conjointement par Jules Pector-Lallemand et Barbara Thériault.

## Prix et honneurs
- 2022 : Magazine Awards, médaille d'argent, catégorie Illustrations, décernée à Julien Posture pour sa couverture du numéro 02[8].